# Ауд-А
Ауд-А (нід. Oud-Aa) — селище в нідерландській провінції Утрехт. Входить до муніципалітету Стіхтсе-Вехт.
Його площа становить 3,24 км², а населення станом на 2021 рік складало 135 осіб.
Перша згадка про населений пункт датується 1138 роком.

## Галерея

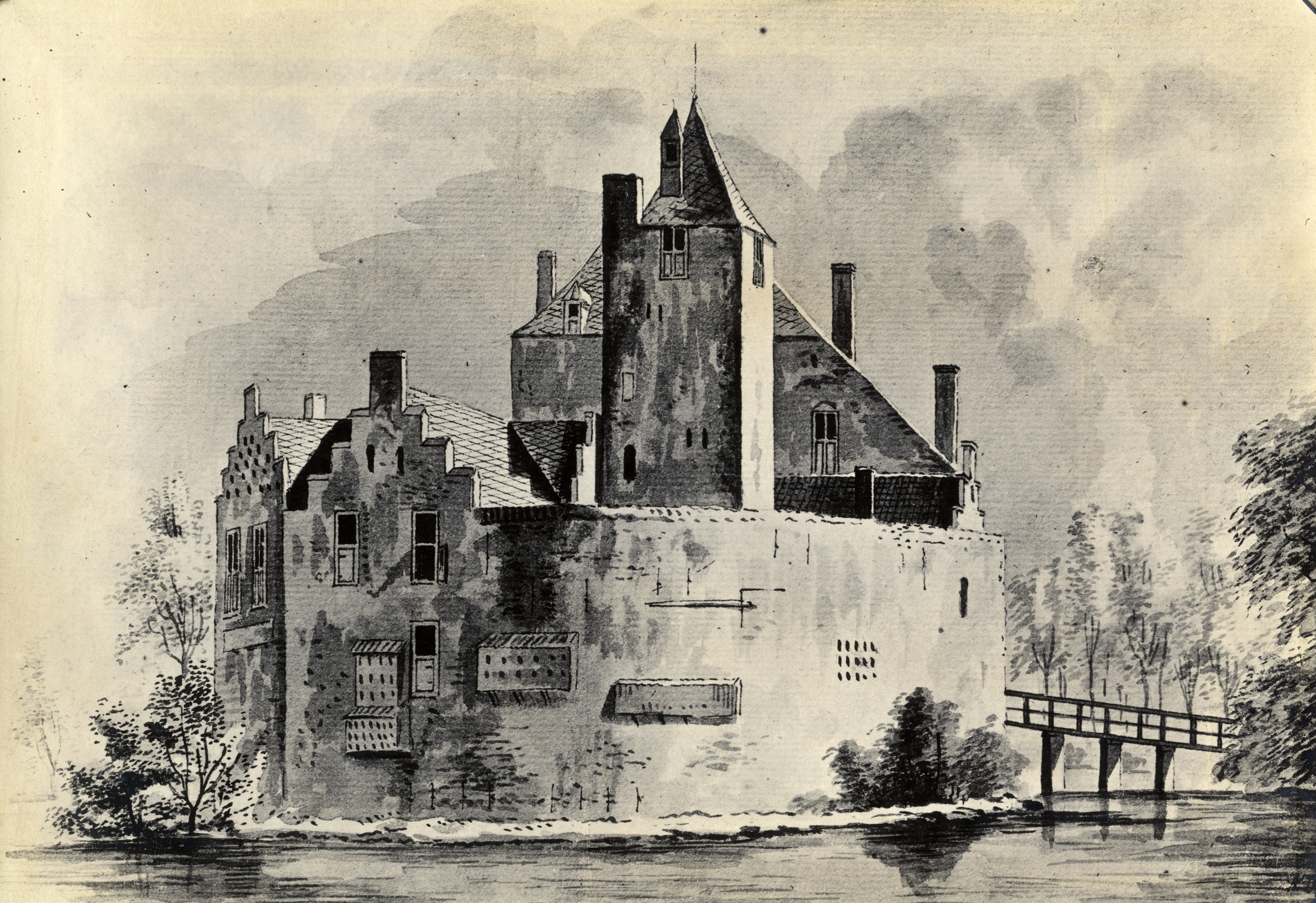
Малюнок колишнього замку Рювіл (1646-1647)
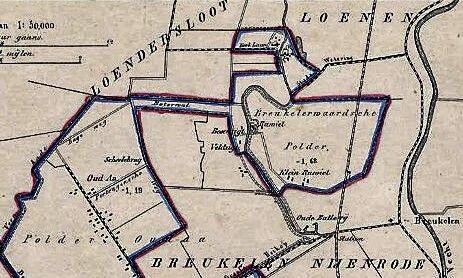
Мапа селища із залишками замку (1865)
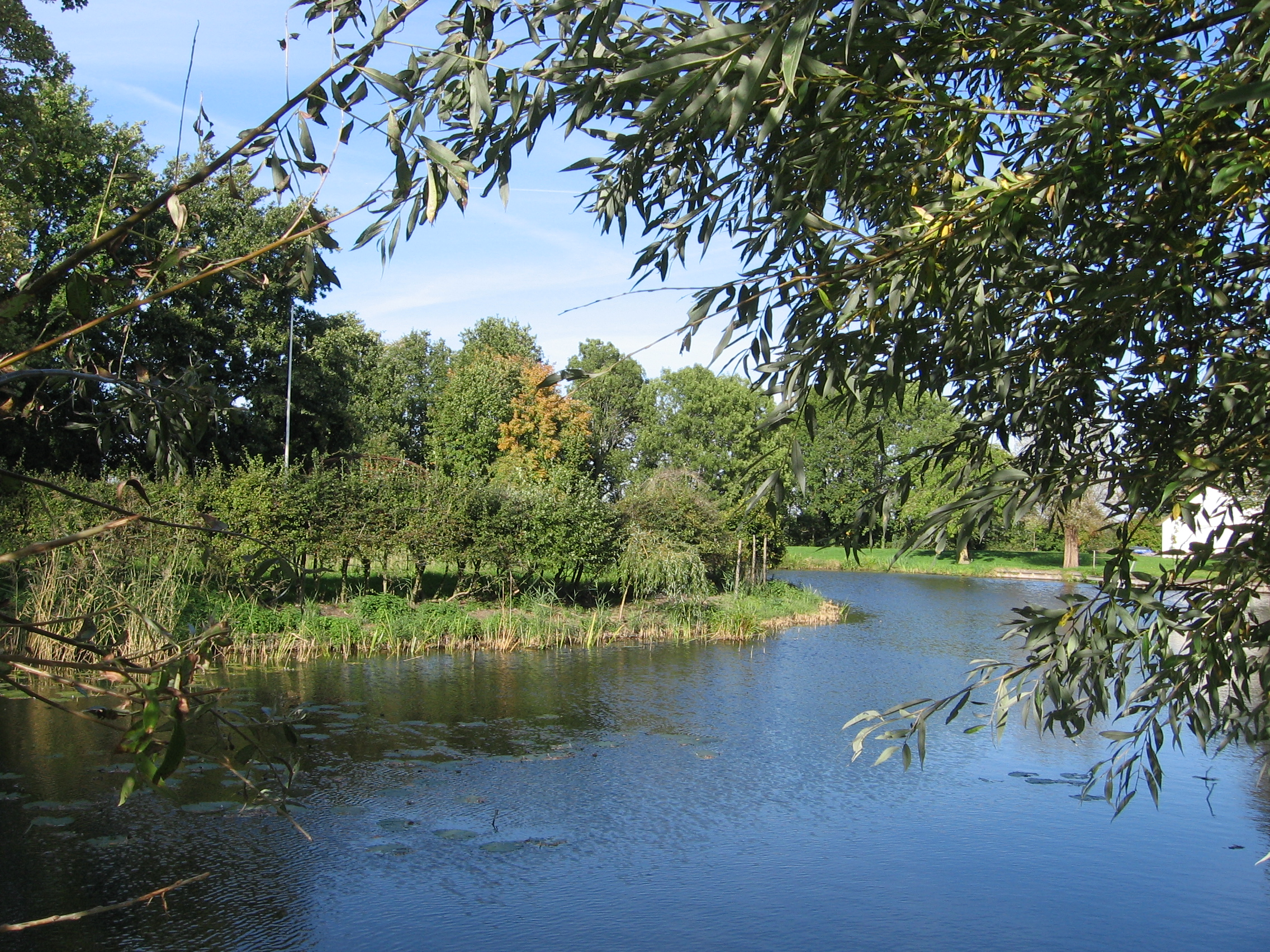
Острів, на якому до 1673 року був замок